# Szymon Pacyniak
Szymon Marek Pacyniak (ur. 7 kwietnia 1962 w Białaczowie) – polski samorządowiec, starosta powiatu zgorzeleckiego w latach 1998–2002, wicemarszałek województwa dolnośląskiego w latach 2004–2006, przedsiębiorca.

## Życiorys
Początkowo pracował w komendzie straży pożarnej w Piotrkowie Trybunalskim, a w latach 90. w Urzędzie Celnym w Zgorzelcu. Absolwent stosunków międzynarodowych w Wyższej Szkole Stosunków Międzynarodowych i Amerykanistyki w Warszawie.
Po czterech latach pełnienia funkcji starosty zgorzeleckiego, w 2002 uzyskał mandat sejmiku województwa dolnośląskiego z listy SLD-UP. Otrzymał tytuł sportowego menedżera roku województwa dolnośląskiego za 2002 rok. W 2004, zostając wicemarszałkiem województwa w koalicji z PiS i LPR, odszedł z klubu Sojuszu Lewicy Demokratycznej i współtworzył następnie Federacyjny Klub Samorządowy. Funkcję wicemarszałka pełnił do końca kadencji w 2006, kiedy to nie uzyskał reelekcji do sejmiku, kandydując z listy komitetu Horyzonty. W 2010 ponownie nie zdobył mandatu, startując z listy reprezentującego Dolny Śląsk XXI komitetu Rafała Dutkiewicza. Przystąpił do powołanego w 2016 stowarzyszenia Dolnośląski Ruch Samorządowy. W 2018 działał w sztabie kandydującej na burmistrza Obornik Śląskich Anny Morawieckiej z PiS, siostry premiera Mateusza Morawieckiego. Związany ze spółką Tauron Dystrybucja Serwis.
Odznaczony Brązowym (1998) i Srebrnym (2002) Krzyżem Zasługi.